# Puntland Post
Il Puntland Post è una testata giornalistica con sede a Garowe, nel Puntland, in Somalia.

## Storia
Venne fondato nel 2001 da somali espatriati in Danimarca. Il suo sito web pubblica notizie giornaliere nazionali e internazionali sia in somalo e inglese, con particolare enfasi sugli affari del Puntland.